# Cairhien

De vlag van Cairhien

Cairhien is een fictieve natie in de veertiendelige fantasyserie Het Rad des Tijds geschreven door Robert Jordan.
Het land wordt in het oosten begrensd door de Woestenij, in het zuiden door de natie Tyr en in het westen door de natie Andor, in het noorden liggen landen die aan geen natie toebehoren en verlaten zijn.
In de tijd van de boeken wordt Cairhien door een burgeroorlog bevangen waarin minstens veertig verschillende Huizen tegenover elkaar staan in de strijd rond de Zonnetroon van Cairhien. Andere landen mengen zich ook in het gevecht rond de troon van Cairhien: Morgase Trakand, onder invloed van de Verzaker Rahvin leidt legers van Andor Cairhien binnen terwijl de Herrezen Draak Rhand Altor de legers van Tyr Cairhien binnenleidt.
Nadat Rhand Altor in de Woestenij zes stammen van de Aiel als de car'a'carn achter zich kreeg, besloot Couladin met de afvallige Shaido de Rug van de Wereld over te steken om Cairhien in te nemen.
Nadat de Shaido in de slag om Cairhien werden verslagen, sloot Cairhien zich aan bij de Herrezen Draak.
Aiel-woestijn · Altara · Amadicia · Andor · Arad Doman · Arafel · Cairhien · Eilanden van het Zeevolk · Falme · Geldan · Illian · Kandor · Land van de Waanzinnigen · Malkier · Mayene · Morland · Saldea · Seanchan · Shara · Shienar · Tarabon · Tar Valon · Tyr · de Verwording